# Austrolimnophila multitergata
Austrolimnophila multitergata là một loài ruồi trong họ Limoniidae. Chúng phân bố ở miền Australasia.